# Creoseptoria watzlii
Creoseptoria watzlii är en svampart som beskrevs av Petr. 1937. Creoseptoria watzlii ingår i släktet Creoseptoria, divisionen sporsäcksvampar och riket svampar.   Inga underarter finns listade i Catalogue of Life.